# Robert Glință
Robert-Andrei Glință (Pitești, 1997. április 18. –) román úszó.

## Pályafutása
1997-ben született Argeș megye székhelyén, Pitești-ben, egy igazi sportos családba, hiszen mind az édesanyja, mind pedig az édesapja (Ciprian Glință) gyakorlott harcművész. Így hát nem csoda, ha a sportvilág felé vezető első lépéseit egy dódzsóban kezdte, ahol édesapja – mint szenszei – a karate rejtelmeivel ismertette meg. Kilencéves volt, amikor először csobbant medencébe, ekkor Florin Puia irányítása mellett, aki felismerve tehetségét – kis időre rá – át is adta a pitești-i úszó klub vezetőedzőjének, Viorel Ciobanunak.
2006 és 2013 között a CSM Pitești-ben úszót, majd 2013 őszétől a nagybányai sportgimnáziumban (Liceul cu Program Sportiv) folytatta tanulmányait, s így a középiskola igazgatója, Adrian Gherghel személyében új edzője lett. Ezt követően egyre-másra szerezte az érmeket az európai ifjúsági versenyeken. 2015 végén felvételt nyert a Babeș–Bolyai Tudományegyetem Testnevelés és Sport Karára, így átigazolt a CSU Cluj-hoz, de egyetemi tanulmányaival párhuzamosan, hetente többször Nagybányán edzett, Adrian Gherghel vezetésével.
2015-ben, Szingapúrban, az ifjúsági úszó-világbajnokság 100 méteres hát döntőjében – 54,30-as ifjúsági világrekorddal – aranyérmes lett. Az év végén megrendezett netánjai rövid pályás úszó-Európa-bajnokságon, a férfiak 100 méteres hátúszásának elődöntőjében előbb – úgy a juniorok, mint a felnőttek mezőnyében – országos csúcsot (51,10) úszott, majd a döntőben – új junior világrekorddal (50,91) – a hatodik helyen zárt.
2016-ban, 19 évesen tagja volt a riói olimpián szereplő román csapatnak. Itt, hatalmas meglepetést okozva bejutott a férfi 100 m hát döntőjébe, ahol a nyolcadik helyen végzett. Ugyanitt 200 méter háton 18. lett. A windsori rövid pályás úszó-vb-n 200 méter háton – megdöntve Răzvan Florea Helsinkiben elért 2006-os rekordját, 1:51,92-es országos csúccsal – nyolcadikként ért célba. 100 méter háton a 7., míg az 50 méteres hát mezőnyében – az orosz Grigorij Taraszeviccsel holtversenyben – a 11. helyezést érte el.
2017 elején – edzőjével együtt – átigazolt a CS Dinamo București csapatához. A 2017-es koppenhágai rövid pályás úszó-Európa-bajnokságon – a saját országos csúcsát megdöntve – 100 méter háton az orosz Kliment Kolesznyikov és az olasz Simone Sabbioni mögött harmadikként csapott célba. Tizenegy évvel Răzvan Florea 200 méter háton úszott bronzérme után személyében állhatott fel ismét dobogóra román úszó rövid pályás Európa-bajnokságon. Az 50 méteres hátúszás elődöntőjének – első – futamában 23,21 másodperccel elsőként ért be, s ezzel másodikként kvalifikálta magát a döntőbe, ahol végül az 5. helyet sikerült megszereznie.
2018-ban, a skóciai Glasgow-ban rendezett Európa-bajnokságon ezüstérmes lett 50 méter háton, majd egy évvel később, ugyanitt, a 2019-es rövid pályás úszó-Európa-bajnokságon begyűjtött egy bronzérmet 100 méter háton, míg 50 méter háton a negyedik lett.